# Waking Life
Waking Life ist ein Film des Regisseurs Richard Linklater aus dem Jahr 2001. Der Film wurde zuerst mit Schauspielern aufgenommen und danach komplett digital bearbeitet. Die Optik ähnelt der eines Animationsfilms (siehe Rotoskopie). Am 4. Juli 2002 kam er in die deutschsprachigen Kinos. Seit April 2012 ist er im freien Handel als DVD erhältlich.

## Handlung
Waking Life erzählt die Geschichte eines jungen Mannes, der träumt. Während seines Traumes trifft er auf viele Charaktere, die über den Freien Willen, über die menschliche Existenz, über die Wahrnehmung, über die Realität und viele andere Themen philosophieren. Es wird außerdem viel über den Existentialismus und seine Fehlinterpretationen gesprochen. Während der Hauptcharakter durch seinen Traum reist, bemerkt er, dass er träumt und nicht aufwachen kann. Er spricht mit anderen Charakteren über das Klarträumen. Während des ganzen Films ist es unklar, was mit dem Hauptcharakter genau geschieht und warum er in diesem Traum ist.

## Entstehungsgeschichte
Der ganze Film wurde mit einer digitalen Videokamera aufgezeichnet und anschließend von einem Team von Künstlern im Computer verändert (siehe Rotoskopie). Dieses Verfahren erinnert an die Filme des Regisseurs Ralph Bakshi aus den 1970er Jahren, mit dem Unterschied, dass Bakshi den klassischen Trickfilmstil anstrebte, während Linklaters Verfahren mehr in Richtung grafischer Verfremdung zielt und insofern eher manchen Filmen der 60er und 70er Jahre ähnelt, deren Verfremdungen durch Kopiertechniken und Eingriffe in die Filmchemie entstanden.

## Kritiken
„Erst in der neuartigen Animationsform übermalter Videoaufnahmen vollendet sich dieser philosophische Jugendfilm mit vielfältigen Bezugssystemen.“

„Es gibt kein Werk der Animationsgeschichte, das sich so wenig um die klassische negative Definition des Metiers schert, die bezeichnenderweise von Max Fleischer stammt: ‚Wenn es im richtigen Leben passieren kann, dann ist es kein Zeichentrick.‘ Alles, was ‚Waking Life‘ erzählt, kann im richtigen Leben passieren. Mehr als das: Das, was in diesem Film geschieht, ist jedem schon einmal passiert. Seine Protagonisten unterhalten sich hundert Minuten lang über Leben und Tod, sie entwickeln ihre individuellen Zugänge zur condition humaine, oft banal, manchmal tiefschürfend, in Monologen oder Zwiegesprächen, auf Kinoleinwänden und im Fernsehen, in der Kneipe oder im Bett.“

## Auszeichnungen
Nominiert wurde der Film für viele Auszeichnungen, vor allem wegen seiner technischen Eigenheiten. Gewonnen hat Waking Life den National Society of Film Critics Award für den „Besten Experimentellen Film“, den New York Film Critics Circle Award für den „Besten Animationsfilm“ und den CinemAvvenire Award an den Filmfestspielen von Venedig für „Bester Film“. Der Film war auch für den Goldenen Löwen nominiert, die Hauptauszeichnung dieser Filmfestspiele. Für den Online Film Critics Society Awards war der Film als Bester animierter Spielfilm nominiert, musste sich aber durch Shrek – Der tollkühne Held geschlagen geben.